# Cochachinche

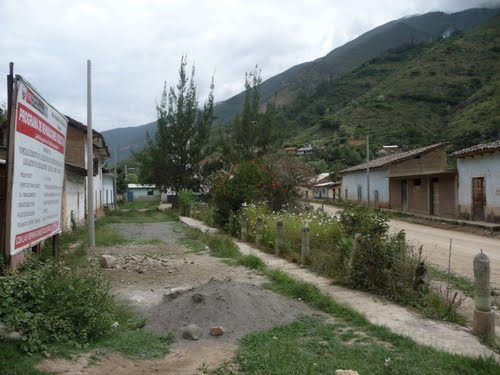
Comunidad de Cochachinche

La Comunidad de Cochachinche  es una de las 36 comunidades que tiene el distrito de Huácar, Perú.

## Ubicación
- Ubicación: Cochachinche está ubicado en el departamento de Huánuco, provincia de Ambo, distrito de Huácar.
- 10°-12´-42.30´´ Latitud Sur .
- 76°-14´-36.09´´ Longitud Oeste.
- 2165 msnm Altura .

- Producción: Cochachinche produce la mejor tara (Caesalpinia spinosa ) de todo el valle,también es una zona frutícola por excelencia.
- Clima: Cochachinche presenta un clima templado y seco, cuyas temperaturas varían entre 17 °C a 27 °C.
- Hidrografía: Cochachinche, cuenta con un río llamado "Huertas" que está al margen izquierdo de la comunidad.

## Límites
- Norte: Con el Distrito de Huácar.
- Sur: Con la comunidad de Viroy.
- Este: Con la comunidad de Angasmarca y el Caserío de Pampatupe.
- Oeste: Con la comunidad de  Acobambilla.

## Fechas festivas
- 6 de enero: Bajada de reyes.
- 21 de agosto: Aniversario de la Comunidad.
- 8 de octubre: Virgen del Carmen.
- 18 de octubre: Señor de los milagros.
- 18 de octubre: Aniversario de la Escuela Primaria.

## Autoridades (Presidentes de la comunidad)
1. Teodomiro Cuestas Avellaneda (1985 - 1987)
2. Santos Cotrina Domínguez
3. Sadi Durand Morales
4. Edgar Brancacho Cuestas
5. Angel Sipión Aquino
6. Grimaldo Cusqui Nieto
7. Marcos Postillos Rojas